# Villarmuerto
Villarmuerto és un municipi de la província de Salamanca a la comunitat autònoma de Castella i Lleó. Limita al Nord amb Brincones, a l'Est amb Puertas i Espadaña, al Sud amb Peralejos de Arriba i Peralejos de Abajo, al Sud-oest amb Vitigudino i al Nord-oest amb Sanchón de la Ribera.

## Demografia
| 1991 | 1996 | 2001 | 2004 |
| ---- | ---- | ---- | ---- |
| 82   | 70   | 56   | 52   |